# Pobles de la mar
Els pobles de la mar són un conjunt de pobles que emprengueren un moviment migratori entre mitjans del segle xiii aC i principis del segle xii aC. El moviment dels pobles de la mar va començar després de l'any 1500 aC amb la conquesta de Creta pels aqueus, i l'emigració cretenca o minoica - després de la destrucció de Cnossos - cap a l'any 1425 aC, al segle xiv aC. Va continuar després amb l'arribada dels indoeuropeus doris a Grècia al segle xiv aC, un fet que va provocar l'emigració dels jonis, pelasgs i part dels aqueus. Aquesta emigració s'accentuaria el segle xiii aC, quan van anar cap a la Mediterrània oriental, van provocar un moviment general de poblacions, i van vagar durant anys a la recerca d'un lloc on establir-se.
El 1227 aC van atacar Egipte, el 1192 aC, Alashiya (probablement l'actual Xipre), el 1187, 1186 i 1185 aC el País de Hatti (Imperi Hitita) incloses Síria i Palestina. L'Imperi Hitita va ser destruït. El 1184 aC van tornar a Egipte, d'on en van ser expulsats el 1175 aC. Després d'això, una part s'establí a la Toscana, Sicília, Sardenya, Còrsega i potser el sud-est de la península Ibèrica, i uns altres van fundar estats a tota la costa de la Mediterrània Oriental. Es creu que emigrants que venien de Sardenya van arribar cap al 1250 aC a la península Ibèrica, probablement expulsats de l'illa per un dels grups dels pobles de la mar, els sherden, que van donar nom a l'illa de Sardenya i s'hi van establir després de ser derrotats pels egipcis.
Tanmateix, la identitat dels pobles del mar és un enigma, ja que només es disposa de registres arqueològics sobre la dispersió de les civilitzacions antigues com a fonts d'informació. Els indicis mostren que les identitats i els motius d'aquests pobles no eren desconeguts pels egipcis. De fet, segons els registres escrits d'aquests segles, molts d'aquests pobles van acabar subordinats a ells o bé amb relacions diplomàtiques,.

## Origen del terme

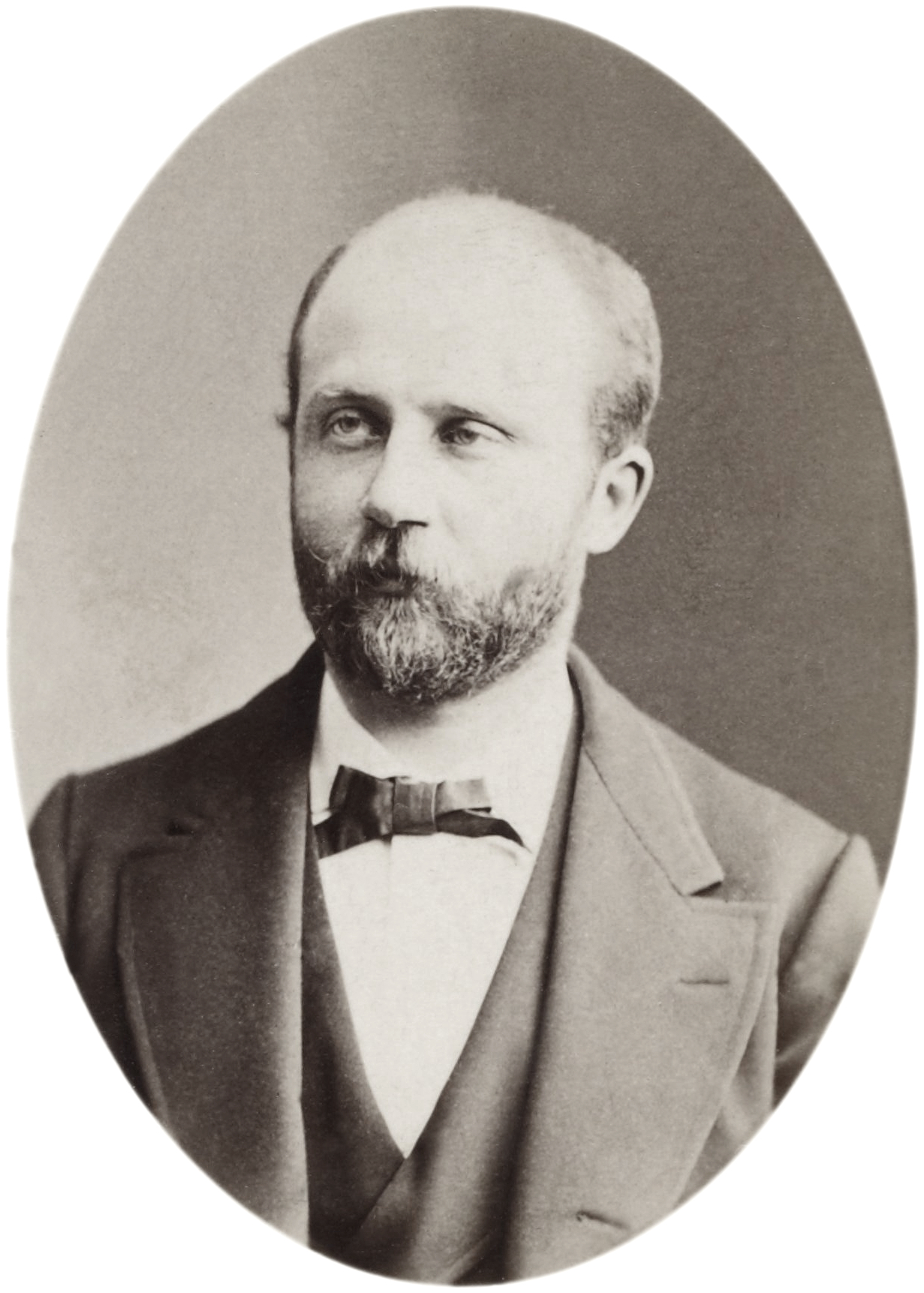
Gaston Maspero.

El nom de «pobles del mar» el va utilitzar per primer cop l'egiptòleg parisenc Emmanuel de Rougé (1811-1872), a mitjan segle xix per denominar els diversos pobles que apareixien en algunes inscripcions i textos egipcis, trobats a Medinet Habu i datats a la darreri de l'Imperi Nou d'Egipte, que van ser traduïdes per John Baker Stafford Greene com a «procedents de les illes del mig del mar». Segons ell, hi va haver una invasió que va venir de l'oest.
Posteriorment, Gaston Maspero va encunyar el terme, per a la qual cosa va prendre com a base la teoria exposada per Rougé, però invertint l'origen de l'onada migratòria. Segons ell, aquests pobles van marxar de Grècia i d'Anatòlia i van envair el país del Canaan abans d'atacar Egipte. Aquesta tesi fou ben acollida pels historiadors, i diversos descobriments arqueològics posteriors semblaren confirmar-la, tot i que no està exempta de problemes.
El faraó Merenptah va referir-s'hi com a «països estrangers» o «pobles de la mar » (en egipci n3 ḫ3t.un p3 ym) en la seva Gran inscripció de Karnak.
Alguns grups no van ser inclosos en la llista egípcia dels pobles de la mar, sobretot els que migraven per terra. Entre ells hi ha els '.pru (habiru) de les inscripcions egípcies, 'apiru de les escriptures cuneïformes. Sandars utilitza el nom anàleg «pobles de la terra», i altres historiadors inclouen alguns pobles, com el lukka, en ambdues categories. Grups elegits de guerrers d'aquests pobles van ser usats per l'exèrcit egipci com a mercenaris.

## Cronologia dels fets
La següent taula resumeix cronològicament els antecedents, els fets i el final de l'onada de destrucció generada pels pobles de la mar.
| Línea temporal      | Data aproximada    | Fet                                                     | Personatge històric                               | Lloc                                                                       | Comentari                                                                                                  |
| ------------------- | ------------------ | ------------------------------------------------------- | ------------------------------------------------- | -------------------------------------------------------------------------- | --- |
| Antecedents         | 1450 aC ??         | Inici del moviment migratori                            | Amenofis III, Akhenaton, Horemheb, Subiluliuma II | Tota la Mediterrània ??                                                    | No es coneixen les causes ni l'origen d'aquesta onada migratòria i de devastació                           |
| Antecedents         | 1295 aC ??         | Accions de pirateria                                    | Akhenaton                                         | Antic Egipte i Alashiya (a l'actual Xipre)                                 | S'hi esmenta els lukka per primer cop                                                                      |
| Antecedents         | 1277 aC            | Primera Batalla del Delta                               | Ramsès II                                         | Delta del Nil (Egipte)                                                     | S'hi esmenta els sherdens per primer cop                                                                   |
| Antecedents         | 1274 aC            | Batalla de Cadeix                                       | Ramsès II                                         | Cadeix (a l'actual Síria)                                                  | Participen en la batalla en ambdós bàndols: Imperi Hitita i Egipte                                         |
| Onada de devastació | 1178 aC            | Destrucció de gairebé tots els regnes de l'Orient Mitjà |                                                   | Est de la mar Mediterrània                                                 | Destrucció de l'Imperi Hitita i dels regnes de Micenes, Mitanni, Ugarit, Ascaló, Hassor, Arzawa i Alashiya |
| Onada de devastació | 1178 aC            | Batalla de Djahy                                        | Ramsès III                                        | Djahy (al sud de l'actual Líban)                                           | Intent d'invasió d'Egipte. Primera victòria egípcia                                                        |
| Onada de devastació | 1175 aC            | Batalla del Delta                                       | Ramsès III                                        | Delta del Nil                                                              | Intent d'invasió d'Egipte. Segona victòria egípcia                                                         |
| Fi de l'onada       | després de 1175 aC | Derrota contra Egipte i posterior assentament           |                                                   | Toscana, Sicília, Sardenya, Còrsega i la costa de la Mediterrània Oriental | Egipte queda molt debilitat, mai més recuperaria el territori de Canaan                                    |

## Context històric: la situació abans dels atacs
Les fonts egípcies que evoquen explícitament els atacs dels Pobles de la mar són les inscripcions dels regnats de Merenptah (1213-1203) i de Ramsès III (1184-1153), que poden ser reconeguts com els períodes de més forta presència d'aquests grups de poblacions, si hom hi afegeix els testimonis dels textos contemporanis d'Ugarit, datats en el regnat d'Ammurapi (1215-1180), i pel fet que les destruccions testimoniades als jaciments arqueològics del Llevant es poden datar al segle xii aC.
Nogensmenys, és possible de trobar en les fonts anteriors testimonis de molts dels futurs Pobles de la mar, que permeten una millor interpretació del fenomen i en relativitzen la seva brusquedat.

### Context geopolític: la Mediterrània a l'acabament de l'edat de bronze

Situació geopolítica de l'Orient Mitjà vers 1275 aC., poc abans dels atacs dels Pobles de la mar.

Al final de l'edat de bronze el mar Egeu es caracteritza per la incursió de pobles migratoris i el seu posterior reassentament. La part oriental de la Mediterrània és un món on les relacions interregionals són cada cop més conegudes gràcies als arxius diplomàtics desenterrats a Akhetaton (Egipte), efímera capital d'Akhenaton, als de Boğazkale (Turquia) on es troben les ruïnes de l'antiga capital hitita, Hattusa, i finalment als textos diplomàtics i comercials de Ras Shamra a Síria, l'antic port d'Ugarit.
Al segle xiv aC i segle xiii aC, diverses grans potències polítiques són riberenques de la mar Mediterrània. Al sud i al sud-est, el Nou Imperi Egipci va establir el seu domini sobre la part del Llevant (principats de Canaan, ciutats portuàries de Biblos, Tir i Sidó). Al nord, es trobava confrontat a l'altra gran potència, els hitites, que dominen una gran part d'Anatòlia i són senyors de molts reialmes del nord del Llevant (Ugarit, Amurru, Cadeix, Alep, etc.). Entre les dues esferes d'influència, l'illa de Xipre, una part de la qual almenys és dominada pel regne d'Alashiya, resta independent i té un lloc important en el concert internacional per raó de les seves importants reserves de coure.
Els hitites van estendre igualment llur influència vers l'oest anatòlic, en direcció a la mar Egea, i van sotmetre al seu pas el país d'Arzawa i moltes altres regions veïnes. Aquests territoris occidentals es van revelar com a particularment difícils de controlar, i sempre hi bufaven vents que atiaven la flama de la revolta. Aquí tanmateix hi havia una altra força que atiava la revolta: un altre poderós regne que les fonts hitites mencionen al litoral oriental de l'Egeu, l'Ahhiyawa. S'ha identificat habitualment com a potència dominant la Grècia micènica, potser centrada sobre Micenes, però això no queda del tot clar en no tenir fonts que inclinin la balança a favor d'aquesta interpretació a la mateixa Grècia.

### Relacions marítimes i pirateria abans del període dels pobles de la mar

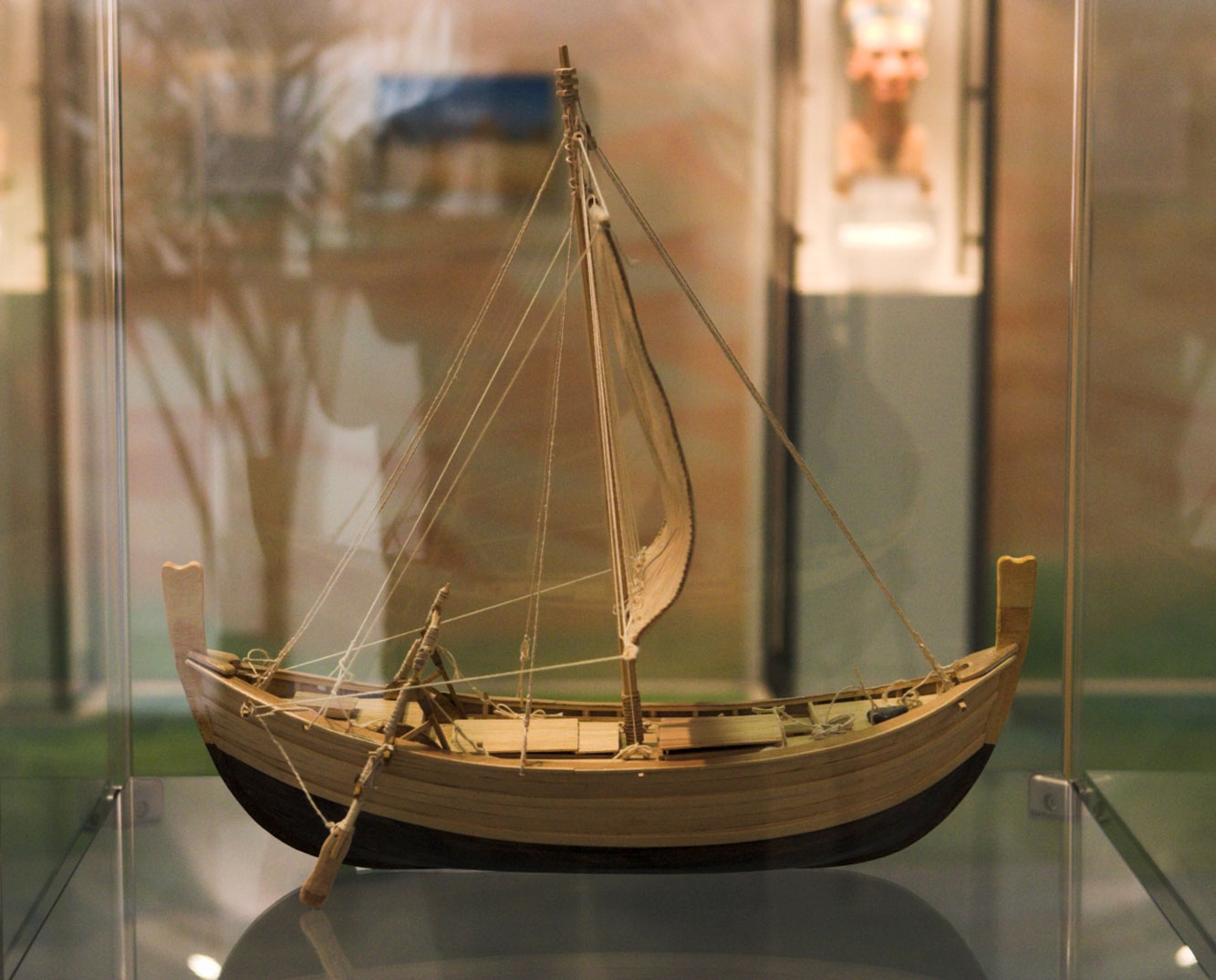
Maqueta del vaixell enfonsat a Uluburun, un dels que travessaven l'est de la conca mediterrània a l'acabament de l'Edat de Bronze.

Si bé encara no s'hi viatja tant, com si que es farà alguns segles més tard, després del desenvolupament de les xarxes d'intercanvis marítims fenicis i grec, la Mediterrània oriental coneix en la darrera etapa de l'edat del bronze un relatiu creixement de les relacions marítimes que segueix al desenvolupament de moltes de les regions que la voregen, començant pel món egeu dels minoics i dels micenis que esdevenen un soci més important d'Egipte, Anatòlia i l'Orient Pròxim. Aquest creixement es reflecteix en els productes que circulen entre aquestes regions, segons s'ha pogut comprovar per les troballes arqueològiques, així com pel descobriment del Derelicte d'Uluburun, al llarg de Lícia (sud de l'actual Turquia), que contenia objectes provinents de Xipre (coure), del Llevant, d'Egipte, de Creta i de Grècia continental Tot això és un complement de les fonts escrites cuneïformes contemporànies, especialment les del port d'Ugarit, que ens aporten informacions sobre els intercanvis marítims al Llevant.

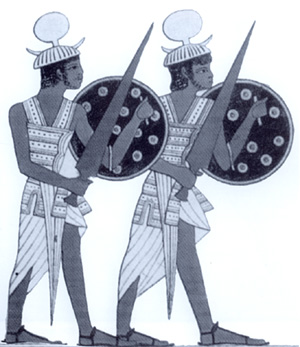
Dos guerrers sherden

Paral·lelament a aquests circuits d'intercanvis regulars, es desenvolupen pràctiques de pirateria. Es troben certificades de manera notable per una de les cartes de la correspondència diplomàtica d'Akhenaton, trobada a Al-Amārna, en la qual el rei d'Alashiya respon a les acusacions del faraó de complicitat amb els pirates:
| «                 | Per què el meu germà em parla en aquestes termes? « El meu germà no sap això? » En el meu cas, jo no he fet res d'això! De fet, els homes de Lukka anualment s'aprofiten dels pobles del meu país. El meu germà em diu això: "Els homes del teu país estaven amb ells." Germà meu, jo mateix, no sé pas si eren amb ells. Si hi havia homes del meu país, torna-me'ls i faré el que em sembli. | » |
| — EA 38, l. 7-18. | |   |

Els responsables d'aquests actes són designats pel rei d'Alashiya com a «Lukka», per tant habitants de Lícia, al sud-est anatòlic. Són capaços, clarament, de fer incursions a Xipre, però també arriben fins a Egipte i les seves dependències del sud del Llevant. Nogensmenys, hom remarcarà la vaguetat continguda en aquestes paraules, atès que el rei egipci afirma (amb raó?) que els xipriotes participen en aquestes incursions. Sigui com sigui des de mitjan segle xiv aC un dels futurs Pobles de la Mar destaca en els mateixos llocs que assolaran un segle i mig més tard aquests grups. Els lukkes són coneguts per ser opositors dels hitites després que estenguessin llur domini sobre els territoris del nord de Lícia, els del Regne d'Arzawa. Malgrat llurs aparents èxtis en les diverses campanyes que duen a terme, mai no són capaços de pacificar la regió i exercir altra cosa que no sigui un senyoratge nominal.
A partir del període d'Amarna i el principi de la dinastia XIX, apareix un altre dels futurs Pobles de la mar en la documentació egípcia i del Pròxim Orient: els sherden. Una estela trobada a Tanis ens informa que Ramsès II els fa front durant el cinquè any del seu regnat, quan arriben al sud, per mar, amb vaixells, i que eren desconeguts anteriorment a Egipte. N'incorpora alguns com a mercenaris en el seu exèrcit i estaran al seu costat en la batalla de Cadeix. Els documents d'Ugarit i de Biblos indiquen que altres sherden servien en els exèrcits d'aquests reialmes. Aquests pirates i mercenaris van poder constituir, doncs, una «avantguarda» i disposar d'informacions que sens dubte serien profitoses per a llurs companys que van romandre en llurs països d'origen en el moment de les «invasions».

## Testimonis de l'època

### Obelisc de Biblos

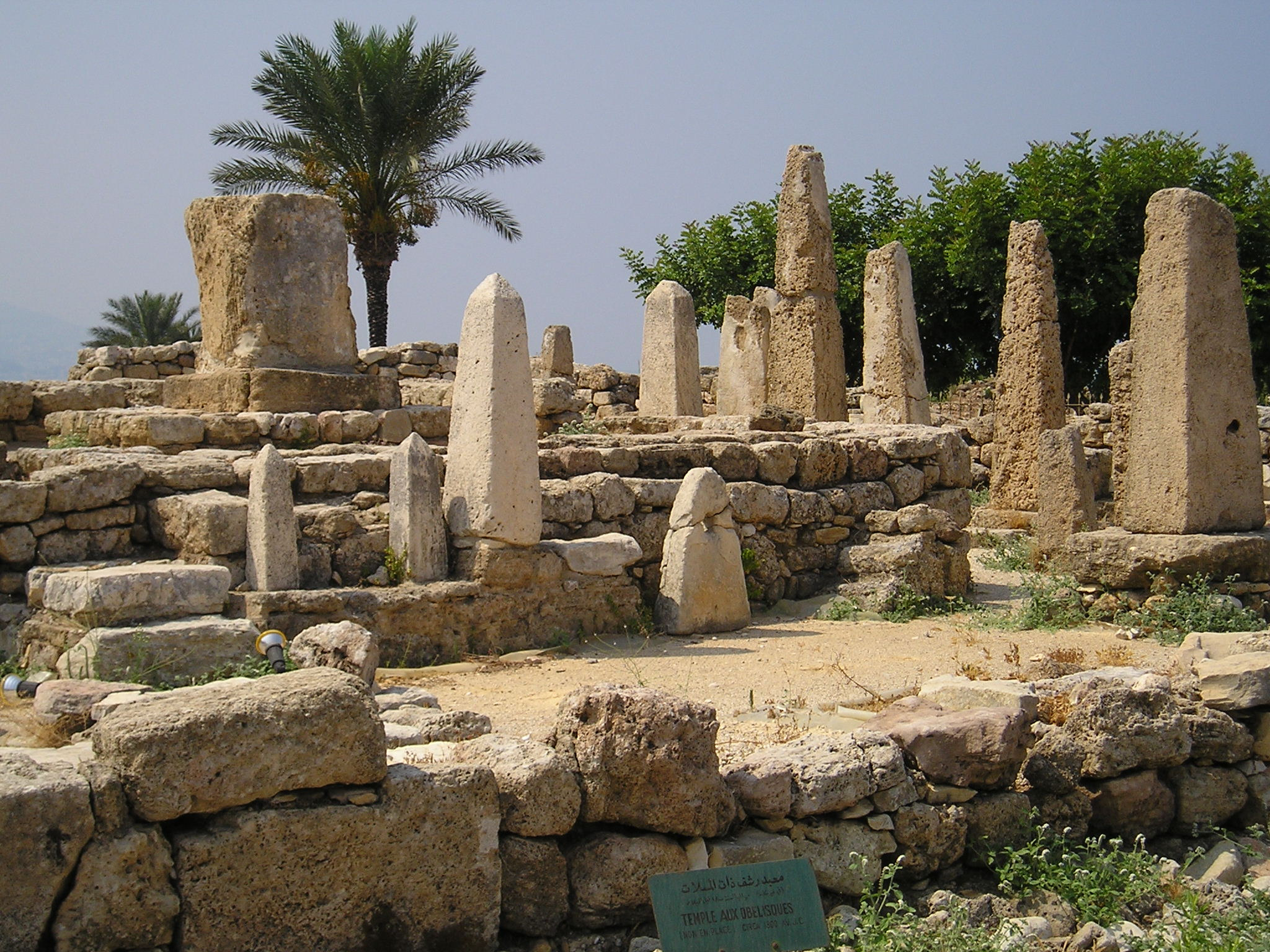
Obelisc. Temple de Biblos.

El primer dels grups ètnics, dels que posteriorment van ser considerats com a pobles de la mar, està testificat en els jeroglífics d'un obelisc al temple de Biblos. La inscripció esmenta «Kukun, fill de Ruqq», que s'ha traduït com a 'Kukunnis, fill de Lukka' o bé «el lici». S'han donat diverses datacions: entre el segle xxi aC i el segle xviii aC.

### Documents d'Amarna
Els lukkes i els sherden apareixen a les Cartes d'Amarna, de l'època d'Amenhotep III o d'Akhenaton, a mitjan segle xiv aC: Un sherden i altres tres homes, aparentment mercenaris renegats, han estat ajusticiats per un supervisor egipci. Hi ha tres versions similars a les cartes EA 81, 122 i 123, que són còpia una de l'altra. A la carta EA 38 els lukkes són acusats d'atacar els egipcis aliats amb els alasiyes, a les viles dels quals posteriorment hi farien incursions. En una altra carta (EA 151) s'esmenta els denyen, però només en una referència a la mort del seu rei.

### Documents de Ramsès II

#### Batalla de Cadeix

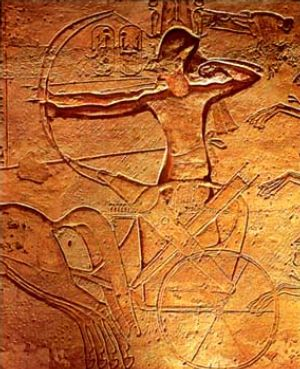
Ramsès II en la batalla de Cadeix

La batalla de Cadeix va ser el resultat d'una campanya contra els sirians i els seus aliats en el Llevant mediterrani l'any 5 del regnat de Ramsès. El faraó va dividir les seves forces, va patir una emboscada, fou derrotat, i amb prou feines va poder escapar, amb la pèrdua, això sí, de la fortalesa de Cadeix a mans dels hitites. Es va redactar un succint  Butlletí de guerra amb la descripció oficial i un poema, el Poema de Pentaur, de tipus laudatori. Diverses còpies de tots dos documents s'han conservat al Ramesseum, i en els temples de Luxor, Abidos, Karnak i Abu Simbel, així com en el papir Sallier III.
El poema parla en un moment dels sherdens presos com a presoners al servei d'Egipte. Consigna que no havien estat enviats a la frontera hitita per exercir-hi funcions militars comuns i corrents; ans al contrari, el faraó els havia donat la responsabilitat de formular un pla de batalla. Va ser la seva idea la de dividir l'exèrcit egipci en quatre columnes. No hi ha cap indici que estiguessin col·laborant d'alguna manera amb els hitites o que preparessin en secret la ruïna dels egipcis, i si Ramsès ho va creure així en algun moment, no va deixar constància en cap registre.
El poema conté una llista dels pobles que van acudir a Cadeix com a aliats dels hitites. Entre ells apareixen alguns dels pobles de la mar dels que es parla a les inscripcions egípcies abans esmentades, i molts dels de pobles que van participar posteriorment de les grans migracions del segle xii aC.

### Documents de Merenptah

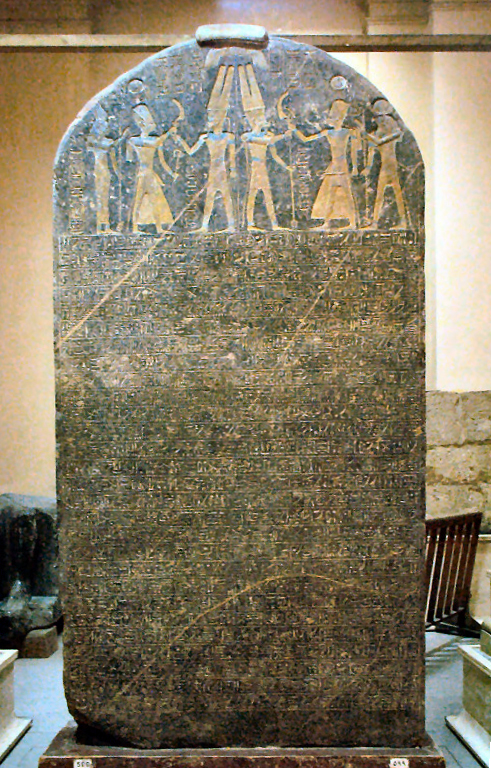
Estela de Merneptah
(Museu d'Antiguitats Egípcies).

El principal esdeveniment del regnat del faraó Merenptah va ser la lluita que va mantenir durant els anys 5 i 6 del seu regnat contra una confederació anomenada "dels Nou Arcs" a la zona occidental del Delta. Els saquejos d'aquesta confederació havien estat tan greus que la regió va ser «abandonada com a lloc de pastura per al bestiar, i va quedar tan desolada com en temps dels avantpassats».
El faraó relata la guerra en quatre inscripcions: la Gran inscripció de Karnak, on relata la batalla, l'obelisc del Caire i l'Estela d'Athribis, versions reduïdes de la primera, i en una estela trobada a Tebes, l'Estela de Merneptah, on es descriu la pau resultant de la victòria.
Entre els membres dels "Nou Arcs", nom donat als enemics estrangers, a la Gran Inscripció s'esmenten alguns dels pobles de la mar:
- «A partir de la victòria que sa majestat va aconseguir a la terra de Líbia (...), els ekweix, tereix, lukka, sherden, xequeleix, els del nord, procedents de totes les terres».
- «El miserable cap de Líbia, Meryey fill de Den, ha caigut sobre el país dels tehenu amb els seus arquers (...) sherden, xequeleix, ekweix, lukka, tereix. Ha pres els millors homes i els millors guerrers del seu país. Ha portat la seva dona i els seus fills (...) i ha arribat a la frontera occidental en els camps de Perire ».

«Sa majestat estava enfurismat pel seu informe, com un lleó», va reunir la seva cort i va fer un commovedor discurs. Més tard, va somiar que veia Ptah lliurant-li una espasa i dient: «Agafa (la) i desterra el cor temorós de tu.» Quan els arquers va sortir, diu la inscripció, «Ammon era amb ells com a escut.»
Merenptah afirma que va derrotar els invasors en només sis hores, va matar 6000 soldats i va fer 9000 presoners. Per assegurar-ne la quantitat, va donar ordre de tallar els penis dels enemics morts no circumcidats i les mans de tots els circumcidats, la qual cosa ha fet pensar als historiadors que els ekweix eren circumcidats, un fet que posaria en dubte el seu origen grec.
A l'Estela de Merenptah esmenta entre els combatents els libis i meixweix, i, en el relat d'una campanya a Canaan l'any següent, a pobles procedents de la Mediterrània oriental, inclosos hitites, sirians, i, per primera vegada a la història, als ysriar (israelites).

### Cartes d'Ugarit

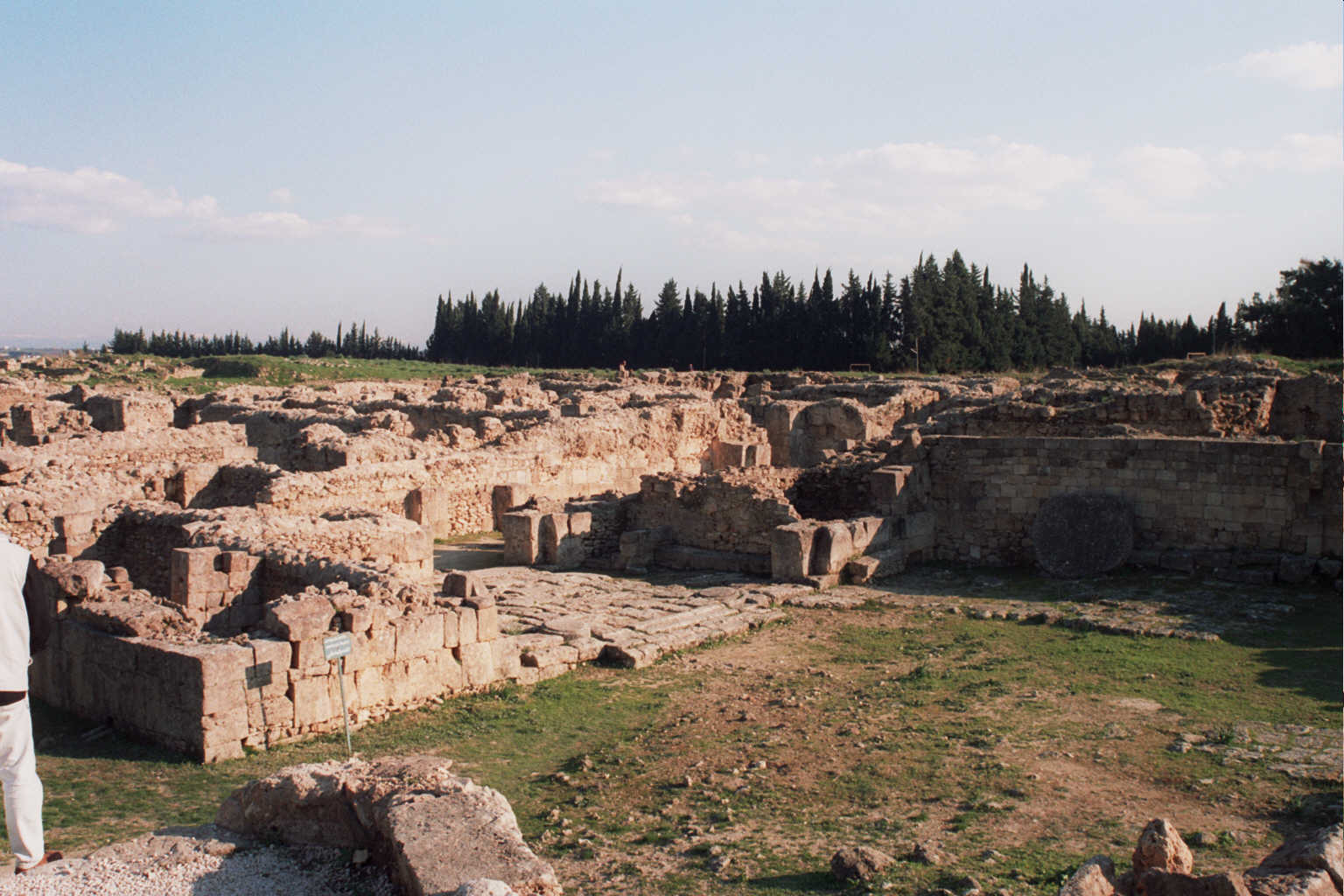
Ruïnes d'Ugarit.

Alguns pobles de la mar apareixen esmentats en quatre cartes trobades a Ugarit, les tres últimes de les quals semblen haver estat escrites en un període imminent a la destrucció de la ciutat, que va tenir lloc al voltant del 1175 aC. Les cartes daten per tant dels períodes més primerencs del segle xii aC L'últim rei d'Ugarit, que pren la paraula en part d'elles, tenia com a nom Ammurapi (o Hammurabi), i d'acord amb el que es desprèn de la seva correspondència, era un home significativament jove.
La primera carta (RS 34.129) va ser enviada pel gran rei dels hitites, Subiluliuma II, al prefecte de la ciutat. Li comenta que havia ordenat al rei d'Ugarit, Ammurapi, que li enviés a un tal Ibnadushu per ser interrogat, però que no havia rebut resposta del monarca. Sol·licita que el prefecte l'hi enviï, i li assegura que el farà tornar.
Ibnadushu havia estat segrestat i era d'«un poble de Shikala» (probablement era un xequeleix) que «vivien en els vaixells».
Les tres últimes cartes (RS L 1, RS 20.18 i 20.238) són posteriors, i pertanyien a l'arxiu de l'escriba Rap'anu. Són una resposta d'Eshuwara, el gran supervisor d'Alasiya, a Ammurapi sobre l'informe del fet que s'havia vist una flota enemiga de 20 vaixells.
Eshuwara preguntava sobre la ubicació de les forces d'Ammurapi i de la flota enemiga. Per desgràcia per a tots dos, Ugarit i Alasiya, cap no es va poder defensar i van ser destruïts. S'ha trobat una carta d'Amurapi (RS 18,147) al rei de Alasiya, resposta a una crida d'assistència d'aquest últim, en què descriu la desesperada situació d'Ugarit:
| « | Pare, vet aquí que els vaixells de l'enemic van arribar (aquí); les meves ciutats (?) van ser cremades, i els invasors van cometre infàmies al meu país. No sap potser el meu pare que totes les meves tropes i carros (?) Es troben a la Terra de Hatti, i tots els meus vaixells estan a la Terra de Lukka? ... D'aquesta manera, el país ha quedat abandonat a la seva sort. Que el meu pare ho sàpiga: els set vaixells de l'enemic que van venir aquí ens han causat enormes danys. | » |

Ammurapi al seu torn, va fer una crida demanant ajuda de Carquemix, un estat que va sobreviure a l'atac dels Pobles de la mar, però el seu virrei només podia oferir algunes paraules de consell:
| « | Quant al que tu [Ammurapi] m'has escrit: «Els vaixells de l'enemic han estat vistos a la mar!" Bé, has de romandre ferm. Per cert, per la teva part, on són les teves tropes, i els teus carros? No estan a prop teu? No? Darrere de l'enemic, qui et pressiona? Envolta les teves ciutats amb muralles. Fes que les teves tropes i carros entrin allà, i espera l'enemic amb gran resolució! | » |

### Documents de Ramsès III

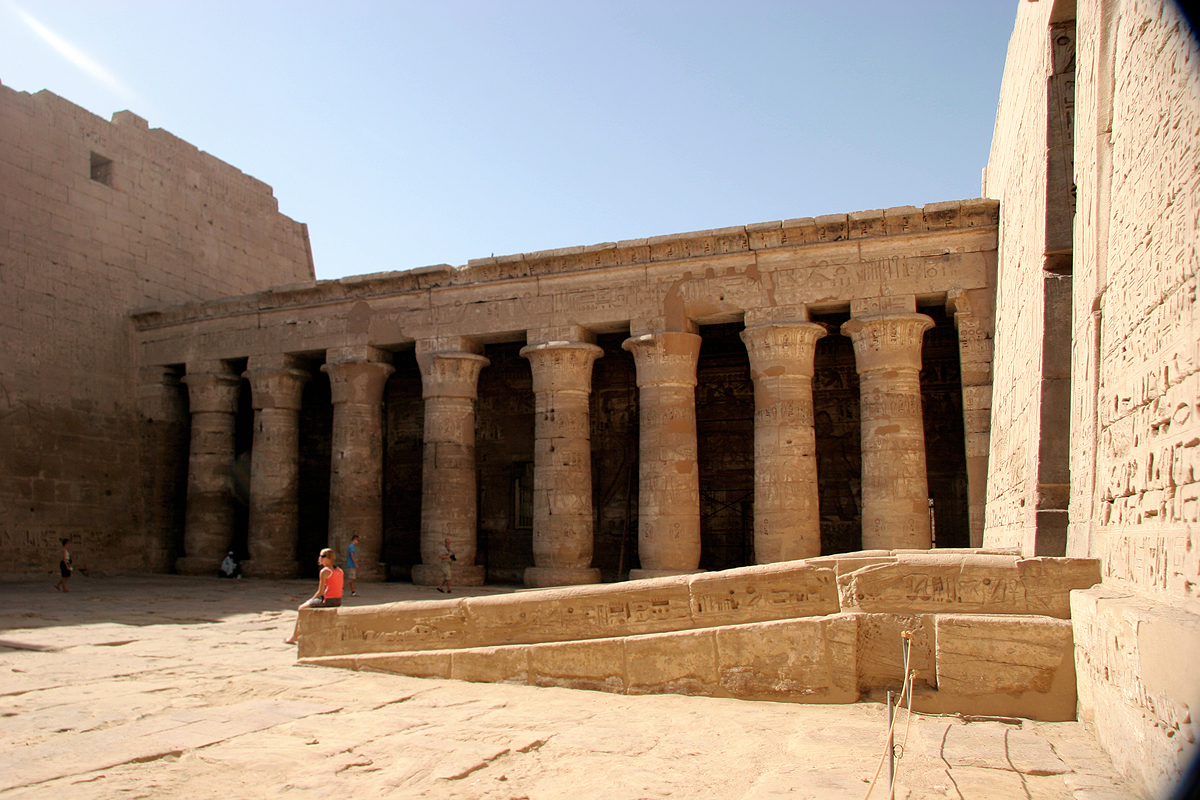
Temple mortuori de Ramsès III a Medinet Habu

Ramsès III es va veure obligat a fer front a una onada d'invasions dels pobles de la mar. Entre elles, la més ben documentada és la de l'any 8 del seu regnat. El faraó va registrar totes les seves batalles en el seu temple funerari de Medinet Habu, la principal font sobre els pobles de la mar:
Allà s'explica que hi va haver quatre campanyes realitzades per Ramsès III contra diversos pobles:
- L'any 5 contra tribus líbies, que potser rebien el suport dels pobles de la mar.
- L'any 8, es va enfrontar dues vegades contra els pobles de la mar: a la desembocadura del Nil i en terra, a Canaan.
- L'any 9 va lluitar de nou contra els libis.
- L'última campanya es va desenvolupar en el Llevant mediterrani, contra una aliança dels pobles de la mar peleset, thekel, sherden i tereix amb dos pobles sirians, amorites i xaixu, i amb els hitites.

| « | Les nacions estrangeres (en altres paraules, els pobles de la mar) van ordir una conspiració a les seves illes. Tot d'una les terres van quedar desertes i es van dispersar en la topada. Cap terra ja no podia mantenir dempeus les seves armes: des dels Hatti, Qode, Carquemix, Arzawa i Alashiya en endavant, tots van ser tallats (en altres paraules, destruïts) alhora. Es va establir un campament a Amurru. Van entristir la seva gent, i la seva terra estava com mai no havia arribat a estar. Van seguir endavant cap a Egipte, mentre la flama (denominació al·legòrica de la flota de Ramsès III) era preparada davant d'ells. Llur confederació estava formada pels gent dels peleset, tjeker, xequeleix, danu i weixeix, tots units. Van posar les mans a terra fins al cercle de la terra, i amb els cors confiats van dir: "Els nostres plans tindran èxit!" » | » |

L'anomenat papir Harris I també descriu part dels esdeveniments narrats a Medinet Habu, tot i que canvia el nom d'un dels pobles esmentats en l'atac de l'any 8. El papir recull un informe al faraó sobre la mort del rei de Dnjn «en les seves illes». Això sembla indicar que la victòria no va ser total i que part dels vençuts es van assentar en terres egípcies. El papir esmenta els "sherden" (šrdn), però la majoria de comentaristes opina que és una confusió de l'escriba amb els "xequeleix" (šklš), ja que està ben documentat que els primers eren aliats i membres d'exèrcit dels egipcis des del regnat de Ramsès II, al costat de qui van lluitar en la batalla de Cadeix.

#### Primers enfrontaments amb Ramsès III

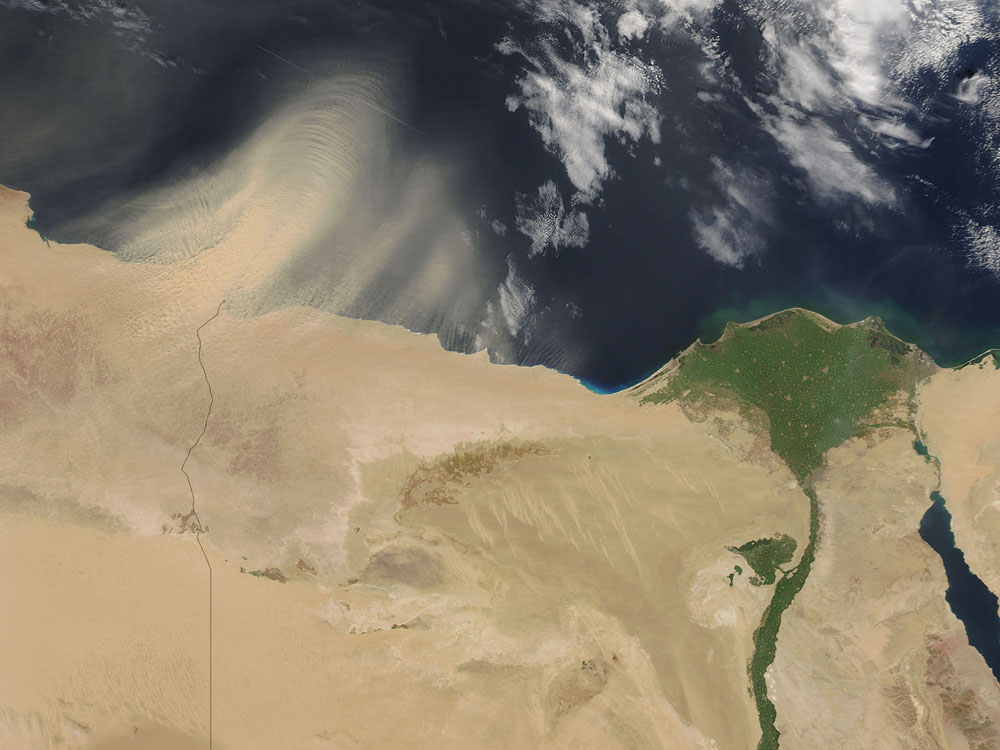
El delta del Nil en l'actualitat

L'any 2 del regnat de Ramsès III, es va produir un primer atac per part dels sherden al delta del Nil, que va ser rebutjat per Ramsès, el qual, a més, va capturar alguns dels  pirates. L'esdeveniment es registra en l'Estela II de Tanis on es parla de la contínua amenaça que representen per a la costa mediterrània d'Egipte:
| « | Els rebels sherden, a qui ningú havia sabut combatre, van arribar navegant audaçment en els seus vaixells de guerra des del mig de la mar, sense que ningú fos capaç de resistir-los. | » |

Els sherdens presos van ser posteriorment incorporats a l'exèrcit egipci, o destinats a la frontera amb els hitites. Una altra estela, l'Estela d'Assuan, esmenta les operacions del faraó en què va derrotar un cert nombre de pobles, inclosos els del Gran Verd. Si aquest últim terme significa 'mar', sembla que ja en aquesta primerenca època es va anomenar així. En general, se suposa que les esteles de Tanis i d'Assuan es refereixen al mateix succés i, per tant, es reforcen mútuament.

#### Cap terra ja no podia mantenir dempeus les seves armes

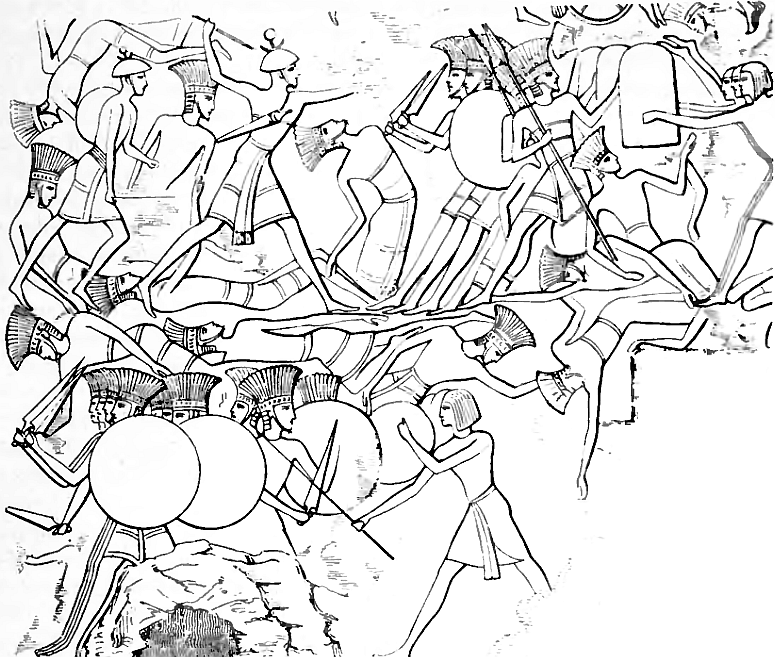
Pobles de la mar en conflicte amb els egipcis en la batalla de Djahy

El fet que diverses civilitzacions al voltant del 1175 aC col·lapsessin ha menat al suggeriment que els pobles de la mar podrien haver estat involucrats en la fi dels regnes hitita, micènic i mitanni. L'hititòleg estatunidenc Gary Beckman, escriu a la pàgina 23 d'Akkadica 120 (2000):
| « | S'ha reconegut un terminus ante quem per a la destrucció de l'Imperi Hitita en una inscripció excavada a Medinet Habu a Egipte en el vuitè any de Ramsès III (1175 aC). Aquest text narra un gran moviment contemporani de pobles al Mediterrani oriental, com a resultat del qual "les terres van quedar desertes i es van dispersar en el combat. Cap terra ja no podia mantenir dempeus les seves armes: des dels Hatti, Qode, Carquemix, Arzawa i Alashiya en endavant, tots van ser tallats (en altres paraules, destruïts) alhora. | » |

Els comentaris de Ramsès sobre l'escala dels atacs dels pobles de la mar al Mediterrani oriental es veuen confirmats per la destrucció dels estats de Hatti, Ugarit, Ascaló i Hassor més o menys en aquella època. Tal com assenyala l'hititòleg Trevor Bryce:
| « | Cal destacar que les invasions no eren més que operacions militars, però participen en els moviments de grans poblacions, per terra i mar, a la recerca de noves terres per assentar-se. | » |

Aquesta situació es veu confirmada pels relleus del Temple de Medinet Habu de Ramsès III on es pot veure que:
| « | els guerrers peleset i tjekker que van lluitar al camp de batalla [contra Ramsès III] estan acompanyats en els relleus per dones i nens al damunt de carretes de bous. | » |

#### Constatació de l'allau

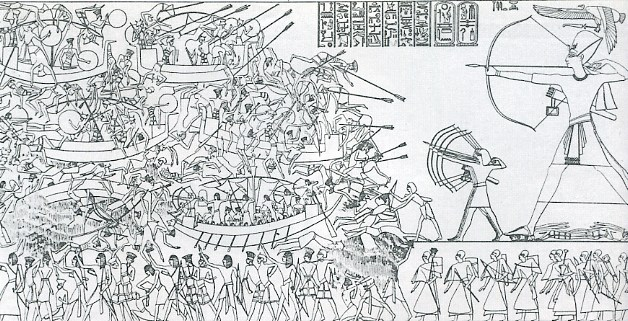
Batalla del Delta entre Ramsès III i els pobles de la mar al Temple de Medinet Habu, Tebes.

Les inscripcions de Ramsès III al seu temple funerari de Medinet Habu, situat a Tebes registren tres campanyes victorioses contra els pobles de la mar considerades fiables, en els anys 5, 8 i 12 del regnat de Ramsès III. També registren tres campanyes més que són considerades falses així, l'any 5 en contra dels nubians i libus i l'any 11 en contra dels libis i els asiàtics. Durant l'any 8 alguns hitites col·laboraven amb els pobles de la mar.
El mur oest interior del segon celobert d'aquest temple descriu la invasió que succeí durant l'any 5. Només s'esmenten els peleset i tjeker, però la llista es perd en una llacuna. L'atac es va realitzar en dos fronts, un per mar i un altre per terra, és a dir, els pobles de la mar van dividir les seves forces. Sa majestat estava esperant-los al delta del Nil on va atrapar-hi la flota enemiga. Les forces de terra van ser derrotades per separat.
Els pobles de la mar no van aprendre la lliçó d'aquesta derrota, ja que repetiren el mateix error en l'any 8, amb un resultat similar. La campanya es registra més exhaustivament en el panell nord-oest interior del primer celobert. És possible, però no és acceptat de manera general, que la data de les inscripcions corresponguin al moment en què es van dur a terme. Per tant, en aquest cas, ambdues derrotes es referirien a una mateixa campanya.
L'any 8 del regnat de Ramsès, els Nou arcs apareixen novament com una «conspiració en les seves illes». Aquest cop, els peleset, tjeker, xequeleix, denyen i weixeix, són identificats sense cap mena de dubte com pobles de la mar, que es classifiquen com a «països estrangers» en la inscripció. Van acampar a Amurru i van enviar una flota al Nil.
El faraó estava altre cop esperant-los. Havia construït una flota especialment per a l'ocasió, es va amagar al delta del Nil i va fer desplegar una xarxa d'observadors que vigilaven la costa. La flota enemiga va ser emboscada i van bolcar-los els vaixells. Els enemics que es van acostar a la riba van ser executats allà mateix.
L'exèrcit de terra també va ser derrotat en el territori controlat per Egipte. S'exposa informació addicional sobre aquest fet en el baix relleu del costat exterior de la paret est. La batalla terrestre es va produir a la rodalia de Djahy contra «els països del nord». Quan tot va acabar, diversos caps foren capturats: els dels Hatti, Amor i Shasu entre els pobles de la terra i el tjeker: «sherden de la mar», «tereix de la mar» i peleset o filisteus (alguns han associat aquest nom a l'antic nom grec per a la gent de mar; pelasgs).
La campanya de l'Any 12 està recopilada per l'anomenada Südstele que com el seu nom indica es troba al costat sud del temple. S'hi esmenten els tjeker, peleset, denyen, weixeix i xequeleix.
El Papir Harris I, que data de la mateixa època i trobat al darrere del temple, suggereix una campanya més àmplia contra els pobles de la mar, però no n'esmenta la data. En el papir, el personatge de Ramsès III diu: "Vaig matar els denyen (D'-yn-yw-n) a les seves illes" i "vaig cremar" els tjeker i peleset, el que implica que la flota de Ramsès III va realitzar una incursió marítima. També va capturar alguns sherden i weixeix "de la mar" i els va assentar a Egipte. Atès que al baix relleu de la zona est s'anomena a Ramses III el "Rei dels nou arcs", aquests esdeveniments probablement van succeir durant l'Any 8, és a dir, el faraó hauria utilitzat la flota victoriosa per a expedicions punitives en altres llocs de la Mediterrània.
Trude i Moshe Dothan, suggereixen que els assentaments posteriors dels filisteus al Llevant van estar desocupats gairebé 30 anys entre la destrucció i el reassentament dels filisteus, la ceràmica 
dels quals també mostra influències egípcies.

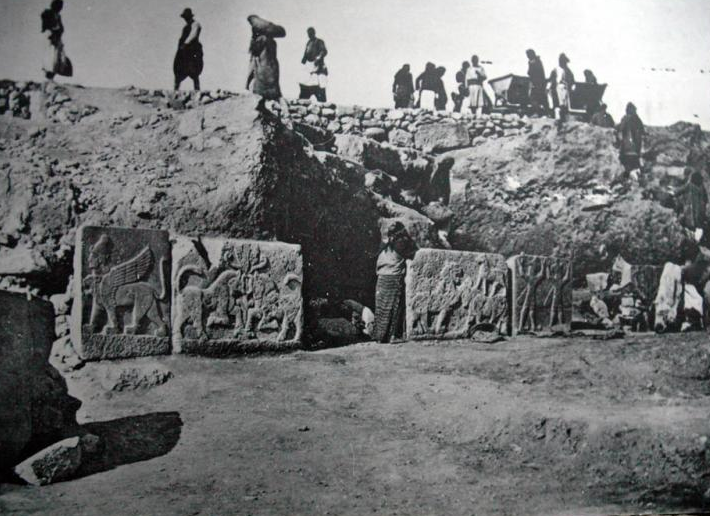
Excavacions a Carquemix a principi del

L'Onomasticon d'Amenemipet dona credibilitat a la idea que els reis ramsèssides van establir els pobles de la mar a Canaan. Datat aproximadament el 1100 aC, al final de la dinastia XXI (que va tenir nombrosos faraons de regnat curt), aquest document es limita a enumerar-ne els noms. Després de sis noms de llocs, dels quals quatre eren a Filistea, l'escriba enumera els pobles sherden (Línia 268), tjeker (línia 269) i peleset (Línia 270), els quals possiblement haurien ocupat aquestes ciutats. La Història d'Unamon en un papir del mateix jaciment, col·loca el poble tjeker a Dor en aquest mateix moment històric. El fet que la tribu de Dan estigués inicialment situada entre els filisteus i els tjekker, ha portat a alguns a suggerir que aquest podrien haver estat originalment els denyen. Els sherden sembla que van assentar-se al voltant de Meguidó i a la vall del Jordà, i els weixeix (els Aser bíblics) podrien haver-se assentat més al nord.

#### Regnes supervivents
Uns quants estats, entre els quals Biblos i Sidó, van sobreviure a les migracions dels pobles de la mar. Malgrat el pessimisme de Ramsès III, Carquemix també va sobreviure a l'embat d'aquests pobles. El rei Kuzi-Teshub I, que era fill de Talmi-Teshub, contemporani de Subiluliuma II, l'ùltim rei hitita, es reforçà en el poder. Kuzi-Tesup i els seus successors van governar un petit imperi des de Carquemix que s'estenia des d'"el sud-est d'Àsia menor, el nord de Síria... [fins] a la corba oest de l'Eufrates" des de l'any 1175 aC fins al 990 aC.

## Hipòtesis sobre els pobles de la mar
S'han formulat diverses hipòtesis quant a la identitat i motius dels pobles de la mar descrits als registres. No són necessàriament hipòtesis alternatives o contradictòries; alguna o totes poden ser totalment o parcialment certes.

### Hipòtesi filistea

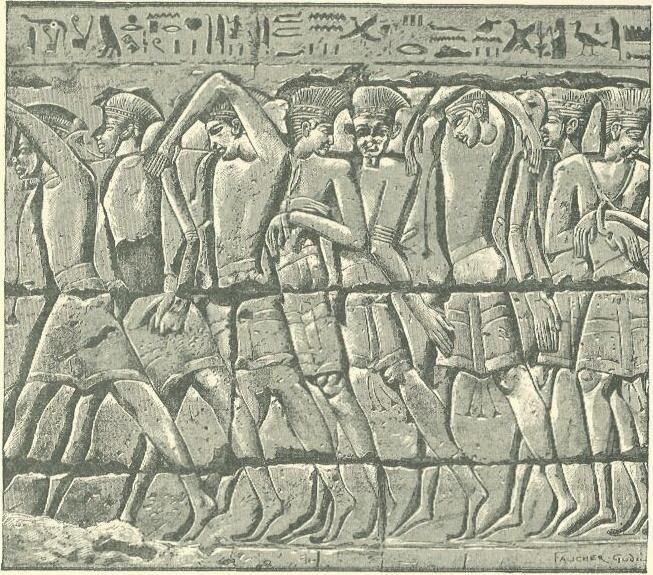
Captius filisteus (Medinet Habu)

L'evidència arqueològica de la plana costanera del sud de l'antiga Palestina, anomenada Pentàpolis en la Bíblia hebrea, indica una interrupció de la cultura cananea que existí durant la darrera part de l'edat del bronze i el reemplaçament (amb alguna integració) per una cultura de possible origen estranger (principalment egeu). Això inclou una ceràmica diferent, que d'entrada pertany a la tradició hel·làdica (encara que sigui de fabricació nacional) i es transforma a poc a poc en una ceràmica única filistea. Mazar diu:
| « | ... a Filistea, els productors de ceràmica hel·làdica han de ser identificats com a filisteus. La conclusió lògica és, doncs, que els filisteus eren un grup de grecs micènics que van emigrar cap a l'est ... Al cap de diverses dècades ... un nou estil bicrom, conegut com a "filisteu", va aparèixer en Filistea | » |

Sandars, tanmateix, no pren aquest punt de vista, sinó que diu:
| « | ... seria menys erroni anomenar això 'ceràmica filistea' 'ceràmica del pobles de la mar o ceràmica estrangera', sense compromís de cap grup en particular | » |

S'han trobat objectes de la cultura filistea a diversos jaciments, en particular en les excavacions de les cinc principals ciutats dels filisteus: la Pentàpolis d'Ascaló, Asdod, Ecron, Gat, i Gaza. Alguns estudiosos, (com ara S. Sherratt, Drews, etc.) han desafiat la teoria que la cultura filistea és una cultura dels immigrants, i afirmen en canvi que és un desenvolupament in situ de la cultura cananea, però altres argumenten a favor de la hipòtesi dels immigrants, per exemple, T. Dothan i Barako.

### Hipòtesi minoica
Dos dels pobles que es va assentar al Xam tenien tradicions que poden connectar-los amb Creta: els tjeker i els peleset. Els tjeker podrien haver abandonat Creta per assentar-se a Anatòlia, i se n'anaren d'allà per assentar-se a Dor. Segons l'Antic Testament, el Déu dels israelites va treure els filisteus fora de Caftor. El principal corrent d'estudiosos bíblics i clàssics accepta Caftor per referir-se a Creta, però hi ha teories alternatives minoritàries. Creta en aquella època estava poblada per pobles que parlaven moltes llengües, entre les quals hi havia el micènic i l'eteocretenc, descendent de la llengua dels minoics. És possible, però de cap manera segur, que aquests dos pobles parlessin eteocretenc.
Exàmens recents de l'erupció del volcà Santorini suggereixen que es va produir molt a prop (s'estima que entre el 1660-1613 aC) de les primeres aparicions dels pobles de la mar a Egipte. L'erupció i les seves conseqüències (incendis, tsunamis, canvis climàtics i fam) haurien tingut efectes de gran abast a través de la Mediterrània, el Llevant i sobretot Grècia, i podria haver donat impuls a les invasions d'altres regions de la Mediterrània.

### Hipòtesi de migració grega

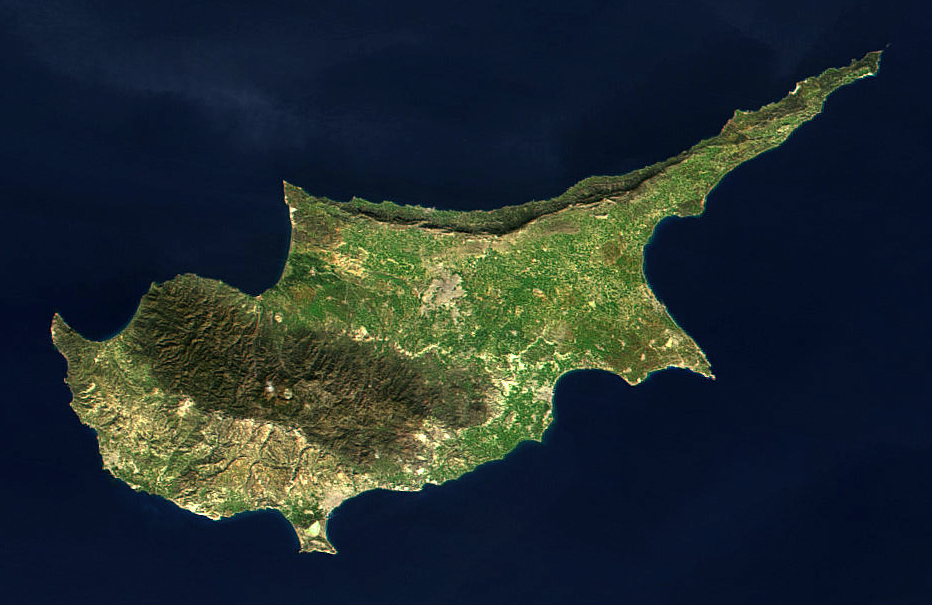
L'illa de Xipre vista des de l'espai

Les identificacions dels dànaus amb els aqueus de què parla Homer són problemes de llarga data en els estudis l'edat de bronze, sia grega, hitita o bíblica, especialment com vivien "a les illes". Si els grecs no apareixen com a pobles de la mar, què estaven fent? Michael Wood fa un bon resum de la qüestió de l'hipotètic paper dels grecs (que ja han estat proposats com la identitat dels filisteus anteriorment):
| « | ... van ser els pobles del mar ... en part, en realitat compostos per grec micènics - immigrants desarrelats, bandes guerreres i condottieri en moviment ...? Certament sembla que hi ha similituds suggestives entre l'armament bèl·lic els cascos dels grecs ... i els dels pobles de la mar ... | » |

#### L'Odissea
Wood també inclouria els sherden i xequeleix, i assenyala que "hi va haver migracions dels pobles de parla grega al mateix lloc [Sardenya i Sicília] en aquest moment." Ell té cura d'assenyalar que els grecs només han d'haver estat un element entre els pobles, i que el seu nombre ha d'haver estat relativament petit. La seva hipòtesi principal, no obstant això, és que la Guerra de Troia es va lliurar contra Troia VI i Troia VIIa, la candidata de Carl Blegen, va ser saquejada per pobles de la mar essencialment grecs. Suggereix que Odisseu és la identitat falsa d'un cretenc errant que torna a casa provinent de la guerra de Troia, que lluita a Egipte i serveix allà després de ser capturat"recorda" la campanya de l'any 8 de Ramsès III, descrita anteriorment. Assenyala també que els llocs destruïts a Xipre en aquell moment (per exemple, Kition) van ser reconstruïts per una nova població de parla grega. I no és menys cert que les narracions de l'Odissea, dutes a la ficció per Homer, contenen destacables analogies amb un dels pobles de la mar, els sherden, i no pas amb els aqueus.
Segons Wood, Odisseu i els seus homes es van dedicar a accions de pirateria per la Mediterrània, abans de retornar a casa, i aquesta història és la que es reflecteix a l'Odissea. A favor d'aquesta teoria es pot argumentar que, certament, les accions de pirateria no eren alienes, de cap manera, al mode de procedir d'Ulisses-Odisseus. En la pròpia Odissea, llibre IX, es parla del saqueig als cícons dut a terme per Ulisses i els seus homes, i de com prenen les dones cícones com a esclaves. Ara bé, el que és cert, com reconeix el mateix autor, és que tot això no passa de ser una simple, tot i que atractiva, especulació.

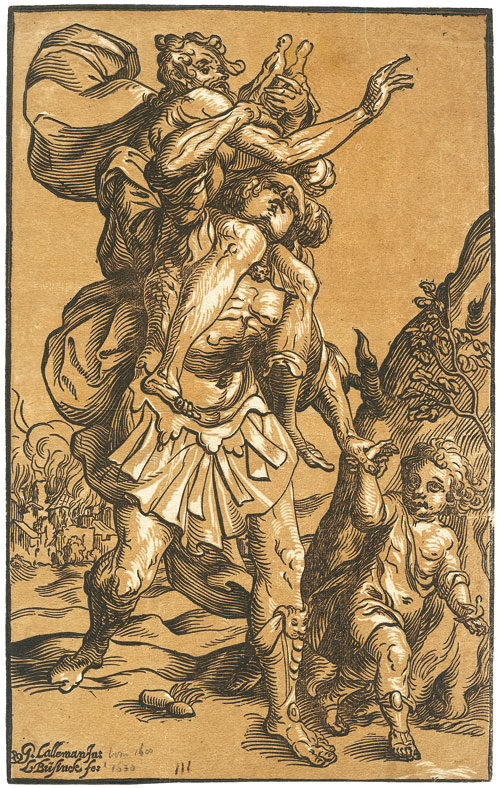
Enees fuig cremant Troia. Porta damunt les espatlles el seu pare Anquises i porta al seu fill Ascani de la mà. Gravat en fusta per Ludolph Büsinck.

### Hipòtesi troiana
La possibilitat que els tereix estiguessin connectats per una banda amb els tirrens, que es creu que és una cultura etrusca relacionada, i d'altra banda amb Taruisa, un nom hitita possiblement referit a Troia, va ser considerada pels antics romans. El poeta romà Virgili es refereix a aquesta creença en l'Eneida, quan descriu com Enees s'escapa de la caiguda de Troia i se'n va al Latium per fundar un llinatge que arriba fins a Ròmul, primer rei de Roma. En considerar que les connexions anatòlies han estat identificades per a altres pobles de la mar, com ara els tjeker i els lukka, Eberhard Zangger exposa una hipòtesi anatòlica:
| « | Els pobles de la mar poden haver estat troians i els seus aliats confederats, i la tradició literària de la guerra de Troia bé podria reflectir l'esforç grec per contrarestar aquests atacs. | » |

La recent seqüenciació genètica del bestiar de la Toscana suggereix que la seva relació més propera és amb el bestiar del nord-oest d'Anatòlia, seria la confirmació d'aquesta hipòtesi

### Hipòtesi de la guerra micènica
Aquesta teoria suggereix que els pobles de la mar van ser les poblacions de les ciutats estat de la civilització micènica grega, que es van destruir entre si en una sèrie de conflictes que van durar diverses dècades. Hi hauria hagut pocs, o cap, grups invasors externs i poques incursions fora de la part de parla grega de la civilització egea.
L'evidència arqueològica indica que molts llocs fortificats del domini grec van ser destruïts a la fi del segle xiii aC i principi del segle xii aC, la qual cosa es va entendre, a mitjans del segle xx, que havia estat un fet simultani o gairebé, i es va atribuir a la invasió dòrica, tesi defensada per Carl Blegen de la Universitat de Cincinnati. Ell creia que la micènica Pilos fou cremada durant una incursió amfíbia duta a terme pels guerrers procedents del nord (doris).
L'anàlisi crítica posterior es va centrar en el fet que les destrosses no van ser simultànies i totes les proves que ho atribuïen doris provenien dels últims temps. John Chadwick defensà la hipòtesi dels pobles de la mar, en la que assegurava que, atès que els pilis s'havien retirat cap al nord-oest, l'atac havia d'haver vingut del sud-est, i els pobles de la mar eren, segons la seva opinió, els candidats més probables. Afirma que estaven establerts a Anatòlia i, tot i dubtar que els micènics s'anomenessin a si mateixos "aqueus", especula que "...és molt temptador posar-los en relació". No assigna la identitat grega a tots els pobles de la mar.
Tenint en compte la turbulència entre i dins de les grans famílies de les ciutats estat micèniques, la hipòtesi que els micènics es van destruir a si mateixos ha persistit durant molt de temps. i troba suport en el reputat historiador grec Tucídides, el qual va teoritzar:
| « | Durant els primers temps, els grecs i els bàrbars de la costa i les illes ... van ser temptats a recórrer a la pirateria, sota la direcció dels seus homes més poderosos ... caurien sobre una ciutat desprotegida per les muralles ... i voldrien saquejar-la ... cap vergonya estava ja unida a aquesta fita, sinó que més aviat hi havia una mica de glòria. | » |

La connexió entre aquestes accions violentes i la caiguda de la Grècia micènica i, més àmpliament, als pobles de la mar, és un resultat lògic. Tot i que alguns defensors de la hipòtesi de la migració dels filisteus o grecs (a dalt) identifiquen tots els micènics o pobles de la mar com ètnicament grecs, l'autor John Chadwick (fundador, amb Michael Ventris, dels estudis de l'Escriptura Lineal B) adopta el punt de vista de la múltiple etnicitat.

### Hipòtesi dels pobles de Sardenya, Sicília i Mar Tirrena

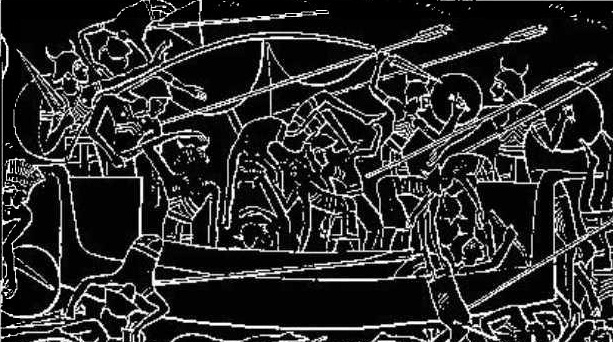
Batalla entre els sherden i els egipcis (Medinet Habu)

Les teories sobre les possibles connexions entre els sherden a Sardinia, xekeleix a Sicília, i tereix a tirrens, tot i que existeixen des de fa molt de temps, es basen principalment en similituds onomàstiques.
L'arquitectura sarda produïda per la cultura dels nurags era la més avançada de qualsevol civilització a la Mediterrània occidental durant l'època dels pobles de la mar, incloses les de les regions de la Magna Grècia.
Els sículs pre-romans són coneguts per un nombre de localitzacions, inclosa Sicília, a la qual presumptament li van donar el seu nom. La mar Tirrena dona certa credibilitat a la història dels tirrens.
Encara no s'ha descobert cap prova que resolgui les connexions enigmàtiques d'aquests pobles de la mar. El mateix nom dels etruscs, rasna, no es presta a la derivació tirrena, encara que s'ha suggerit que es deriva d'una forma anterior, T'Rasna. La civilització etrusca s'ha estudiat, i el llenguatge s'ha desxifrat parcialment. Té variants i representants en les inscripcions egees, però poden també ser dels viatgers o colons etruscos durant la seva navegació abans que Roma destruís el seu poder.
L'arqueologia és igualment enigmàtica. Sobretot, el que es pot dir amb certesa és que la ceràmica hel·làdica estava estesa per tota la Mediterrània, en àrees associades amb els pobles de la mar, i la seva introducció en diversos llocs, inclosa Sardenya, sovint s'associa amb un canvi cultural, violent o gradual. Aquestes circumstàncies semblen ser suficients per als teòrics de l'arqueologia. L'especulació prevalent és que els sherden i els xequeleix van portar aquests noms amb ells a Sardenya i Sicília, "potser sense actuar des de les grans illes, però sí movent-se cap a elles."

### Hipòtesi de la fam a Anatòlia

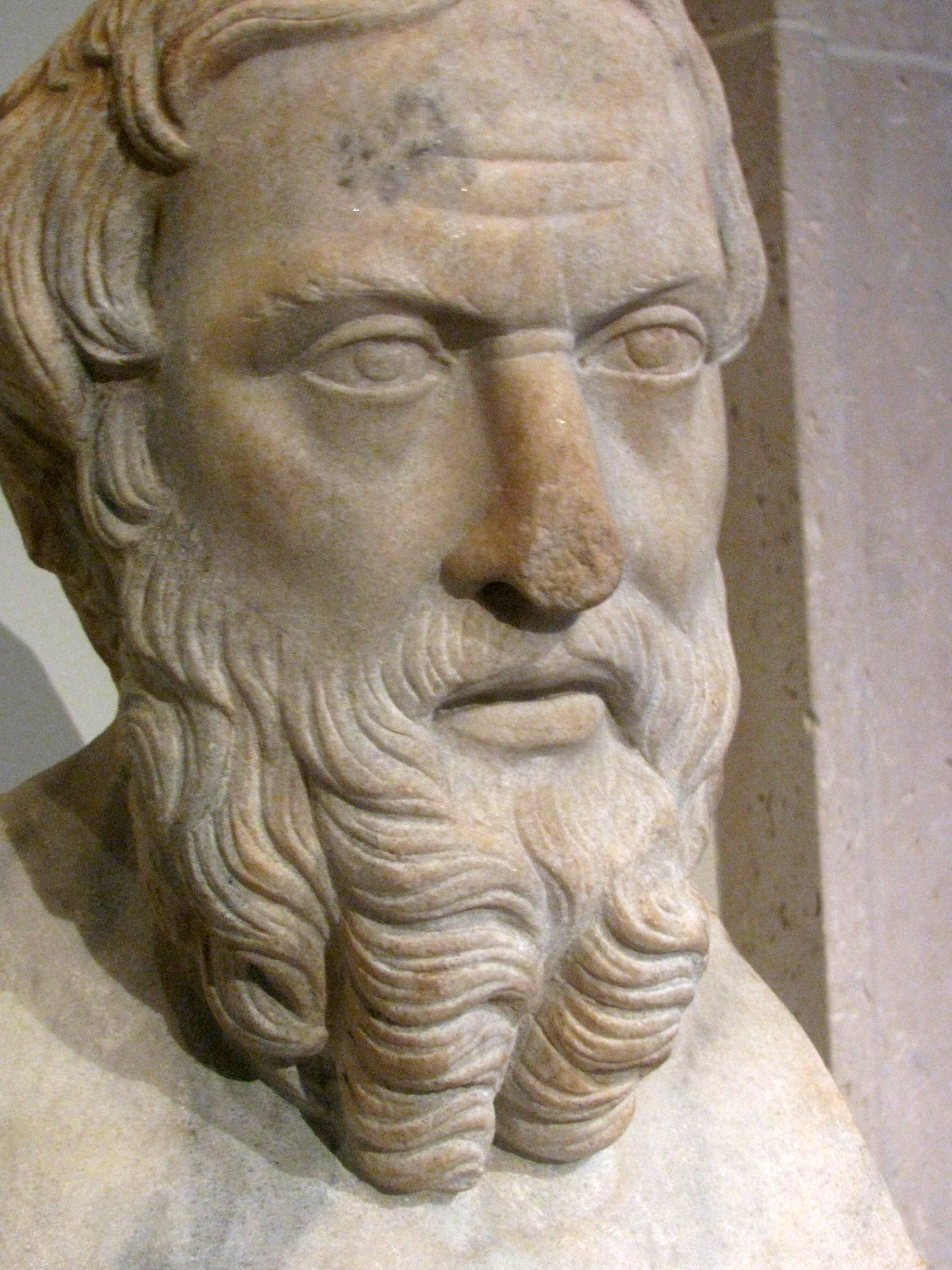
Bust d'Heròdot al Metropolitan Museum of Art

Un famós passatge d'Heròdot retrata el deambular i la migració dels lidis des d'Anatòlia a causa de la fam:
| « | [E]n temps del rei Atis, fill de Manes, hi hagué a tot el país de la Lídia una gran escassetat de menjar. […] Aleshores llur rei dividí els lidis en dos grups i féu un sorteig: els uns es quedarien al país, els altres haurien de deixar-lo. els emigrants haurien triat el seu fill Tirrenus com al seu líder ... van baixar a Esmirna, i ells mateixos van construir uns vaixells ... després de navegar i passar per molts països, van arribar a Úmbria... i es van a anomenar a sí mateixos ... tirrens. | » |

Les connexions amb els tereix de l'Estela de Merneptah, que també fa menció a l'enviament de gra a l'Imperi Hitita per alleujar la fam, són evidentment inevitables. Alguns acadèmics han proposat aquestes connexions en termes d'una coalició d'immigrants per mar, provinents d'Anatòlia i les illes, a la recerca d'aliments. La tauleta RS 18.38 d'Ugarit també menciona el gra per als hitites, la qual cosa suggereix un llarg període de fam, connectat posteriorment, en la teoria completa, a la sequera. Barry Weiss, en utilitzar l'Índex de sequera de Palmer en 35 estacions meteorològiques de Grècia, Turquia i l'Orient Mitjà, es va fer palès que una sequera del tipus de la que van persistir des del gener de 1972 hauria afectat a tots els llocs associats amb el col·lapse edat de bronze. La sequera podria fàcilment haver precipitat o accelerat els problemes socioeconòmics i haver conduït a guerres. Més recentment, Brian Fagan ha mostrat com es desvien les tempestes d'hivern de l'Atlàntic per desplaçar-se al nord dels Pirineus i els Alps, la qual cosa porta condicions humides a l'Europa central, però la sequera a la Mediterrània Oriental. Més recentment, la recerca paleoclimatològica també ha mostrat els desordres climàtics i l'augment de l'aridesa a la Mediterrània oriental i l'oscil·lació de l'Atlàntic Nord en aquesta mateixa època.

### Hipòtesi de l'invasor
El terme invasió és usat generalment en el món acadèmic per referir-se al període en què hi ha atacs documentats, sien d'origen autòcton o forà. L'origen de fora del mar Egeu també ha estat proposat, per exemple per Michael Grant: «hi hagué onades migratòries gegantines, que s'estengueren des de la vall del Danubi fins a les planes de la Xina».
Un moviment tan integral com aquest s'associa amb més d'un sol poble o cultura, de fet, quan s'esdevé una pertorbació, segons Finley:
| « | S'indica un moviment de gran escala ... el centre original de la pertorbació es trobava a la regió Carpat-danubiana d'Europa. ... Sembla ... que ha estat ... empenyent en diferents direccions en diferents èpoques. | » |

Si s'està d'acord en el fet que hi ha diferents moments en el Danubi que no estan a l'Egeu «tota aquesta destrucció ha de datar-se al mateix període, al voltant del 1200 aC».
Els següents moviments es comprimeixen, segons Finley, a la finestra del 1200 aC: la invasió dòrica, els atacs dels pobles de la mar, la formació dels regnes filisteus al Xam i la caiguda de l'Imperi Hitita, quan de fet, tots aquests esdeveniments requereixen, com a mínim, uns quants centenars d'anys.
Robert Drews presenta un mapa que mostra els llocs de destrucció de 47 grans assentaments fortificats, que ell anomena «llocs importants destruïts en la catàstrofe». Es concentren en el Llevant, i alguns d'ells també a Grècia i Anatòlia. Les qüestions de les dates i els agents de destrucció segueixen essent, en la seva major part, una incògnita en detall, sense la qual cosa cap catàstrofe individual o catàstrofes relacionades es poden postular més enllà del nivell de la pura especulació.
Els invasors, és a dir, les cultures de substitució d'aquests llocs, pel que sembla, no van fer cap intent de conservar la riquesa de les ciutats, sinó que van construir nous assentaments d'un nivell econòmic i cultural i menys complex materialment més simples sobre les ruïnes. Per exemple, no es van apoderar dels rics palaus i botigues de Pilos, sinó que ho van cremar tot, i els successors (qualssevol que fossin) es va traslladar a les ruïnes amb ceràmica llisa i simples mercaderies. Això demostra una discontinuïtat cultural.
Si totes les discontinuïtats eren prou contemporanis per justificar una teoria de les grans onades d'invasió, això planteja una altra qüestió. Les identitats ètniques del Danubi i més enllà són escasses en registres.

## Causes de l'èxit

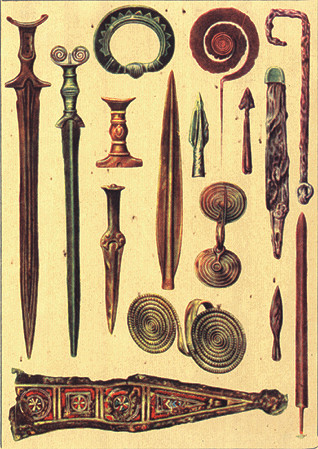
Armes de l'edat del bronze

No totes les raons dels seus avenços van ser conseqüència únicament del seu nombre. Altres possibles causes de l'èxit d'aquesta expansió i destrucció poden ser:

### Ús de nous metalls
Alguns pobles, com els peleset o filisteus, dominaven la fosa del ferro, la qual cosa els permetia forjar espases i llances capaces de partir les armes i perforar les cuirasses de bronze enemigues amb relativa facilitat.

### Noves tècniques metal·lúrgiques
Altres pobles de procedència no ben coneguda disposaven d'una tècnica per fabricar espases llargues i esveltes, reforçades en l'empunyadura. Aquesta nova arma, feta de bronze, resultava una de les més eficaces de la seva època, atès que era apta per a propinar cops de punta i de tall sense trencar-se, el que proporcionava un avantatge clar en el combat, avantatge que quedaria demostrat amb la progressiva incorporació als exèrcits posteriors, ja forjada en ferro en lloc de bronze.
Historiadors com Robert Drews sostenen que aquest nou tipus d'espasa va ser la causa dels canvis en les estratègies militars que van acabar amb els imperis hitita i egipci. Afirmació aquesta que es considera exagerada per altres historiadors, com Fernando Quesada.

## Conseqüències
No és infreqüent trobar autors que qualifiquen a aquest període com «un dels més desoladors dels quals es té notícia, o potser el que més, atesa la gran quantitat de pobles i cultures que va destruir». Altres autors es troben en una posició intermèdia: efectivament, va ser un període destructiu, però es va agreujar per la inestabilitat de tota la Mediterrània en general. Tanmateix, d'aquestes invasions van sorgir models culturals nous, i alguns dels que van sucumbir floriren algun temps després fins i tot amb més força, com és el cas de Grècia. Els que van desaparèixer definitivament, com l'Imperi de Hatti, ja travessaven una greu crisi en tots els seus àmbits.
Un dels principals casos de destrucció la va viure Grècia, tant en la seva civilització com en la seva cultura. Els pobles hel·lens van ser assolats i, entre les principals acròpolis, només la d'Atenes no va ser destruïda. La cultura micènica es va perdre gairebé del tot, l'escriptura es va oblidar majoritàriament, els aixovars funeraris de l'època immediatament posterior sorprenen per la seva simplicitat i escassetat, així com les decoracions ceràmiques o la pròpia arquitectura. Però no és clar que tot hagi estat a causa dels pobles de la mar, ja que a les illes, els espais més vulnerables per actuacions pirates, no s'ha trobat cap prova arqueològica que pugui constatar l'acció d'aquests pobles. D'altra banda, la màxima destrucció es comprova en la Grècia Central, i resulta estrany que els pobles del mar deixessin de banda les illes gregues i es dirigissin únicament al centre continental. En aquest cas, els pobles grecs de l'època haguessin estat alarmats i preparats per oferir resistència, atès que aquestes notícies haguessin arribat, a través de missatgers, als centres aliats.
Per explicar el col·lapse grec existeixen diverses teories, des de les que afirmen que va ser producte de l'acció de la naturalesa, (huracans, moviments sísmics, etc.), fins a les que indiquen que fou produïda per revoltes permanents a tota Grècia. Aquest tema segueix sent avui dia molt debatut, i les últimes teories apunten a una cadena de factors que van propiciar la caiguda de la Grècia micènica.

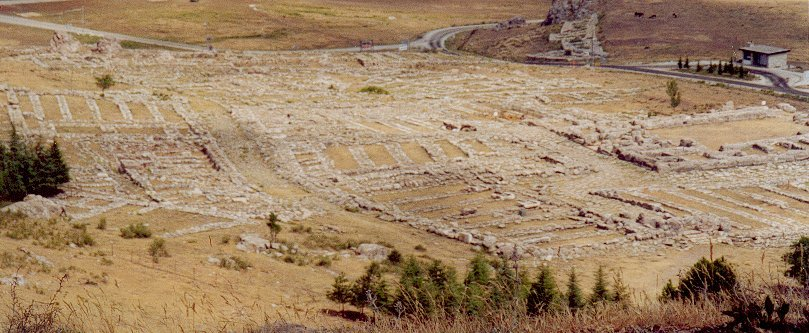
Vista de l'excavació del gran temple de Hattusa.

Alhora, tota Àsia Menor va ser arrasada: Ugarit, Tars, Hattusa, van sucumbir als nouvinguts. Les excavacions arqueològiques han trobat un estrat de cendres en totes aquestes ciutats datades en la mateixa època, un fet que indica que van ser destruïdes pel foc.
Els hitites van mobilitzar gran quantitat de tropes per contenir la invasió, amb la qual cosa van deixar altres zones desprotegides que van ser atacades i arrasades, fet que va causar la destrucció total d'aquest imperi.
Egipte va haver d'abandonar totes les seves possessions a Àsia per poder-se defensar, unes possessions que no va tornar a recuperar. A més, Ramsès III va haver de mobilitzar tots els homes disponibles, fet insòlit en la història egípcia.
Alguns estats, com Sidó i Biblos, van aconseguir sobreviure indemnes a les invasions. Malgrat el pessimisme de Ramsès III, Carquemix també es va salvar de l'atac: Kuzi-Teshub, que governava en nom de Subiluliuma I, es va declarar Gran Rei i va fundar un petit imperi entre «el Sud-est d'Àsia Menor, al nord de Síria ... [A] la corba oest de l'Eufrates », que es va mantenir entre els anys 1175 i 990. C.

## La fi de l'onada

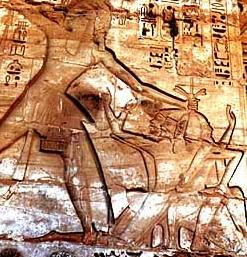
Ramsès III derrotant els pobles de la mar.

Hi ha diverses hipòtesis sobre per què finalment els atacs dels pobles de la mar es van aturar:
- Assentament en noves terres, que aturaren o minvaren la migració. Entre els pobles de la mar dels que es coneix el seu assentament es troben els ja citats peleset (filisteus), que finalment es van assentar al voltant de Gaza i el record del qual utilitzen els romans  per nomenar posteriorment la regió com a Palestina.[89]
- Actuacions de Ramsès III, un dels principals responsables d'haver-los aturat al Llevant mediterrani, tot i que a un gran cost:
  - Realitzar una retirada estratègica: en replegar les seves forces de les possessions que Egipte havia anat conquerint a Àsia Menor per disposar del major nombre de soldats possibles. No obstant això, aquesta retirada va passar de provisional a permanent, ja que els faraons mai no recuperarien el seu antic poder.
  - Ordenar una mobilització general:[90] tots els egipcis capaços d'empunyar una arma havien d'allistar-se per partir cap al Delta del Nil i zones veïnes. Al Delta es reunirien amb les forces que hi havia estacionades i les que poguessin arribar des de les antigues possessions asiàtiques.
  - Aprofitar el terreny: els homes del faraó combatien a la seva terra i comptaven amb millors coneixements del Nil i la navegació pel seu Delta, coneixements que van utilitzar per sorprendre i acorralar diferents escamots d'aquests pobles.
  - Assentar els derrotats: després de la victòria, Ramsès III va permetre a aquells pobles que s'assentessin en els seus territoris, un fet que va reduir, o fins i tot eliminà la marea humana, i amb ella el seu perill.

L'Onomasticon d'Amenemipet dona certa credibilitat a la idea que els faraons ramsèssides permetessin a diferents pobles de la mar assentar-se a Palestina. Datat al voltant de l'any 1100 aC, al final de la dinastia XXI, aquest document es limita a enumerar els noms. Després de donar una llista de sis llocs, quatre dels quals estaven a Canaan, l'escriba esmenta als shardanes (línia 268), tjeker (línia 269) i peleset (línia 270), que presumptament ocupaven aquestes ciutats. La història d'Unamon també situa els tjeker a Dor en aquestes dates.
El nom de llac Serboni (en àrab: مستنقع سربون) donat al Llac Bardawil a Egipte es relaciona amb els pobles de la mar. Ha estat identificat com a Sabkhat al Bardawil, un dels llacs amargs a l'est del Nil, que va ser descrit a l'Antiguitat com un fangar en què exèrcits llegendaris van desaparèixer. El terme serboni es deriva dels shardanes (també coneguts com a sherden), un de diversos grups dels pobles de la mar que apareixen en els registres fragmentaris egipcis del mil·lenni II aC.

## Pobles citats
Els pobles del mar esmentats, i els seus hipotètics orígens, són els següents:
- Sherden, shardana o shirdana (que poden ser associats amb Sardenya i potser tindrien origen jònic)[93] Alguns autors llegeixen en el text fenici d'una Estela de Nora la locució be-Shardan. En la cultura sarda dels nurags megalítics, les figuretes de bronze que representen guerrers s'assemblen notablement als gravats de Medinet Habu i altres restes xipriotes. També s'ha proposat per a ells un origen de Síria del nord.[94]
- Libus (els quals Ramsès III hauria assentat al Delta occidental)
- Lukka, que apareixen en textos amarnienses. Se sap que van lluitar al costat dels hitites, en la batalla de Cadeix, contra Ramsès II. Sembla que els hitites els van considerar com un veritable Estat litoral. Sol proposar-se que aquest poble era procedent de Lícia.
- Tereix o tursha, als quals s'ha posat en relació amb el topònim esmentat pels hitites de Taruisa/Taruisha i també amb els tirrens o etruscs. Algun autor, en canvi, posa el seu nom en relació amb l'hebreu Tarxix i amb l'hispànic Tartessos, però aquesta hipòtesi té poca acceptació.
- Xequeleix (Shekresh, Sikeloi Shecklesh - sículs, d'origen joni). Aquest poble hauria arribat a l'illa de Sicília després de ser rebutjat a Egipte per Ramsès III.
- Els ekweix o akawasha podrien ser els ahhiyuwa dels hitites i és versemblant que es tracti dels aqueus micènics, grecs, potser ja establerts en l'occident anatòlic (la Milet grega podria ser la Millawanda / Millawata dels textos hitites) i que és la teoria més acceptada.[95] No obstant això, els principals dubtes sobre el seu origen procedeixen de la dada que els ekweix estaven circumcidats.
- Els peleset, aliança de uaixaixa (caris), i zekal (cilicis), són -amb gairebé total seguretat- els filisteus. Encara que no apareixen en la documentació de Hatti, la Bíblia els situa com a procedents de Caftor, que podria ser Creta. Presenten trets micènics, encara que altres autors prefereixen situar el seu origen en la Síria septentrional o al Caucas. Van donar el seu nom a Palestina.
- Els tjeker o thekel recorden el nom de Teucre, llegendari fundador de Salamina a Xipre, epònim dels teucres (a la Tròade). Els relleus els atribueixen una indumentària similar a la dels peleset. Potser procedien d'Anatòlia; fins i tot podrien ser els propis troians. Van ser esmentats pels hitites. Una hipòtesi proposa que van ser la branca marinera d'un grup en què els peleset serien de terra endins. Es van assentar a Dor segons la Història d'Unamon
- Els denyen podrien ser els anatòlics danuna esmentats a Al-Amārna. Aquest nom els relaciona amb els aqueus de la Ilíada, car dànaus és un nom alternatiu dels grecs micènics. És possible que s'aliessin amb els peleset i els tjeker, i compartissin amb ells terres i assentaments. Probablement es van fusionar amb els hebreus, i en aquest cas serien els components de la tribu de Dan, que vivia de la mar.
- Els weixeix, dels quals se sap ben poca cosa,[96] podrien estar vinculats a Wilusa (Ilion-Troia en hitita), de manera que s'ha suggerit que podrien ser les restes dels pobles troians.[97][96] Un cert nombre d'estudiosos han proposat que la Tribu d'Aser es va originar de fet en el poble weixeix[98][99] - el nom weixeix / weshesh (o més aviat Uashesh/Ueshesh - es pot descompondre com a home de Uaix/Uash en hebreu i, per tant, possiblement una corrupció d'Asher/Aser.[99]